# KLH Božkov
KLH Božkov (celým názvem: Klub ledního hokeje Božkov) byl český klub ledního hokeje, který sídlil v Plzni v Plzeňském kraji. Založen byl v roce 1997 pod názvem TJ Božkov. Svůj poslední název nesl od roku 2006. Zanikl v roce 2015. V letech 2009–2015 působil v Plzeňské krajské lize, čtvrté české nejvyšší soutěži ledního hokeje. Klubové barvy byly červená a černá.
Své domácí zápasy odehrával na zimním stadionu Košutka s kapacitou 255 diváků.

## Historické názvy
- 1997 – TJ Božkov (Tělovýchovná jednota Božkov)
- 2006 – KLH Božkov (Klub ledního hokeje Božkov)
- 2015 – zánik

## Přehled ligové účasti
Stručný přehled
Zdroj: 
- 2003–2005: Plzeňský krajský přebor (4. ligová úroveň v České republice)
- 2005–2006: Plzeňský krajský přebor – sk. B (4. ligová úroveň v České republice)
- 2006–2009: Plzeňský krajský přebor (4. ligová úroveň v České republice)
- 2009–2015: Plzeňská krajská liga (4. ligová úroveň v České republice)

Jednotlivé ročníky
Zdroj: 
Legenda: ZČ - základní část, červené podbarvení - sestup, zelené podbarvení - postup, fialové podbarvení - reorganizace, změna skupiny či soutěže
| Česko (2003 – 2015) |                                 |           |           |                                       |                     |
| Sezóny              | Soutěž                          | Úroveň    | ZČ        | Play-off, nadstavba, sk. o udržení... | Poznámky            |
| 2003/04             | Plzeňský krajský přebor         | 4. úroveň | 9. místo  |                                       |                     |
| 2004/05             | Plzeňský krajský přebor         | 4. úroveň | 10. místo |                                       | Reorganizace        |
| 2005/06             | Plzeňský krajský přebor – sk. B | 4. úroveň | 5. místo  | Skupina o umístění (7. místo)         | Reorganizace        |
| 2006/07             | Plzeňský krajský přebor         | 4. úroveň | 9. místo  |                                       |                     |
| 2007/08             | Plzeňský krajský přebor         | 4. úroveň | 7. místo  |                                       |                     |
| 2008/09             | Plzeňský krajský přebor         | 4. úroveň | 8. místo  |                                       | Změna názvu soutěže |
| 2009/10             | Plzeňská krajská liga           | 4. úroveň | 3. místo  | Zápas o 7. místo (prohra)             |                     |
| 2010/11             | Plzeňská krajská liga           | 4. úroveň | 3. místo  |                                       |                     |
| 2011/12             | Plzeňská krajská liga           | 4. úroveň | 5. místo  |                                       |                     |
| 2012/13             | Plzeňská krajská liga           | 4. úroveň | 6. místo  | Čtvrtfinále                           |                     |
| 2013/14             | Plzeňská krajská liga           | 4. úroveň | 4. místo  |                                       |                     |
| 2014/15             | Plzeňská krajská liga           | 4. úroveň | 3. místo  | Čtvrtfinále                           |                     |